# Бакакуребі
Бакакуребі (груз. ბაქაქურები) — село в Грузії.
За даними перепису населення 2014 року в селі проживає 80 осіб.